# Cavidade torácica
A cavidade torácica é o espaço interior do tórax e está dividida em três partes: duas cavidades pleurais e o mediastino. É protegida pela caixa torácica.
As cavidades pleurais são completamente separadas uma da outra e, com os pulmões, elas ocupam a maior parte da cavidade torácica. Os pulmões e suas membranas de revestimento, chamadas de pleuras, ocupam as partes laterais da cavidade torácica. 
O espaço entre as regiões pleuropulmonares, chamado mediastino, se estende no sentido crânio-caudal da abertura torácica superior ao diafragma. O mediastino contém: o coração, as partes torácicas dos grandes vasos e outras estruturas importantes (por exemplo, as partes torácicas da traqueia, do esôfago, o timo, a parte do sistema nervoso autônomo e sistema linfático.